# Gil Baiano dos Santos
Gil Baiano dos Santos (18. ožujka 1997.) je zelenortski rukometaš. Nastupa za klub Desportivo da Praia i zelenortsku reprezentaciju.
Natjecao se na Svjetskom prvenstvu u Egiptu 2021., gdje je reprezentacija Zelenortske Republike završila na posljednjem, 32. mjestu.